# Estlands fodboldforbund
Eesti Jalgpalli Liit (EJL) er Estlands nationale fodboldforbund og dermed det øverste ledelsesorgan for fodbold i landet. Det administrerer Meistriliiga (landets bedste fodboldrække), Eesti Karikas (landets cupturnering) og landsholdet og har hovedsæde i Tallinn.
Forbundet blev grundlagt i 1921 og fik i 1923 medlemskab i FIFA. Det blev opløst under den sovjetiske besættelse, men genoprettet efter landets frigørelse i 1991.

## Ekstern henvisning
- Officiel hjemmeside

| Fodbold | Spire Denne artikel om en fodboldorganisation er en spire som bør udbygges. Du er velkommen til at hjælpe Wikipedia ved at udvide den. |